# Scott Stapp
Scott Stapp, właściwie Anthony Scott Flippen (ur. 8 sierpnia 1973 w Orlando na Florydzie) – amerykański wokalista z pochodzenia Czirokez. Założyciel i członek grupy Creed w latach 1995–2003 i po reaktywacji od 2009. Od czasu zawieszenia działalności zespołu rozpoczął karierę jako solista. W 2005 jego solowy album The Great Divide sprzedał się w ilości 315 tys. egzemplarzy.
W 2006 roku piosenkarz został sklasyfikowany na 68. miejscu listy 100 najlepszych wokalistów wszech czasów według Hit Parader.

## Życiorys

### Wczesne lata
Przyszedł na świat w rodzinie protestanckiej jako jedyny syn i jedno z trojga dzieci dentysty Stevena Stappa, zielonoświątkowego ministra. Jego biologiczna matka odeszła od rodziny w 1978, został zaadaptowany przez Lyndę Stapp. Ma dwie siostry – Amandę i Amie. Był chorowitym dzieckiem, cierpiał na alergię. Uczęszczał do Lake Highland Prep i Valencia College w Orlando na Florydzie.
Przygodę z muzyką zaczął, śpiewając w chórku. Duży wpływ wywarły na niego takie zespoły jak The Doors, Led Zeppelin i U2. Opanował grę na gitarze, perkusji, harmonijce, fortepianie, gitarze basowej i instrumentach perkusyjnych. Mając 17 lat odszedł z rodzinnego domu.

### Kariera
W 1995 został współzałożycielem zespołu Creed – jednej z najpopularniejszych grup rockowych kolejnej dekady. Został wyrzucony z Lee University w Cleveland w stanie Tennessee za posiadanie marihuany. Uczęszczał także na Uniwersytet Stanu Floryda. W 1997 roku ukończył wydział komunikacji w Tallahassee Community College w Tallahassee na Florydzie.
19 kwietnia 2002 roku doznał obrażeń w wypadku samochodowym, był na silnym leku przeciwzapalnym Prednizon. W 2003 z powodu wewnętrznych nieporozumień grupa Creed zawiesiła działalność. 22 listopada 2005 roku ukazał się jego pierwszy album solowy The Great Divide. 8 sierpnia 2008 na MySpace Stappa ukazała się alternatywna wersja piosenki „Broken” z poprzedniego albumu, która miała zapowiadać nowy album.
27 kwietnia 2009 roku działalność wznowiła dawna kapela wokalisty – Creed. Formacja planuje zagrać trasę koncertową po Stanach Zjednoczonych między sierpniem a październikiem oraz nagrać nowy materiał. W kwietniu 2010 roku Stapp zapowiedział wydanie nowego albumu na początku 2011 roku, oraz w sieci udostępnił dwie nowe piosenki „Criminal” i „Somber”.
W 2012 nakładem wydawnictwa Tyndale House Publishers ukazała się autobiograficzna książka Scotta Stappa pt. Sinner’s Creed.
5 listopada 2013, osiem lat po debiucie solowy, ukazał się drugi album Scotta Stappa pt. Proof of Life. Sześć lat później, 19 lipca 2019 premierę miał jego trzeci album solowy, zatytułowany The Space Between The Shadows i wydany nakładem Napalm Records. W październiku 2023 zapowiedziano premierę czwartej solowej płyty pt. Higher Power na dzień 15 marca 2024.

## Życie prywatne
W styczniu 1998 ożenił się z Hillaree Burns, z którą ma syna Jaggera Michaela (ur. 21 października 1998), a jego narodzinom poświęcony jest utwór „With Arms Wide Open”. W 1999 roku pobił swoją żonę. Do awantury doszło po tym, jak do sieci wyciekła taśma, na której widać, jak groupie uprawiają seks oralny ze Scottem Stappem i Kidem Rockiem. 8 czerwca 1999 rozwiedli się.
10 lutego 2006 poślubił Miss Nowego Jorku 2004 Jaclyn Nesheiwat, z którą ma córkę Milán Hayat (ur. 4 stycznia 2007 w Miami) oraz dwóch synów: Daniela Issama (ur. 4 czerwca 2010) i Anthony’ego Issama (ur. 16 listopada 2017 we Franklin w Tennessee). Zamieszkał w Boca Raton (Floryda).
Deklaruje się jako chrześcijanin.
Prowadzi działalność charytatywną m.in. w ramach założonych fundacji powołanych celem wspierania dzieci With Arms Wide Open Foundation (2000), fundacji The Scott Stapp Foundation. Ponadto zaangażował się w pomoc ofiarom trzęsienia ziemi na Haiti w 2010 i trzęsienia ziemi u wybrzeży Honsiu w 2011.

## Dyskografia

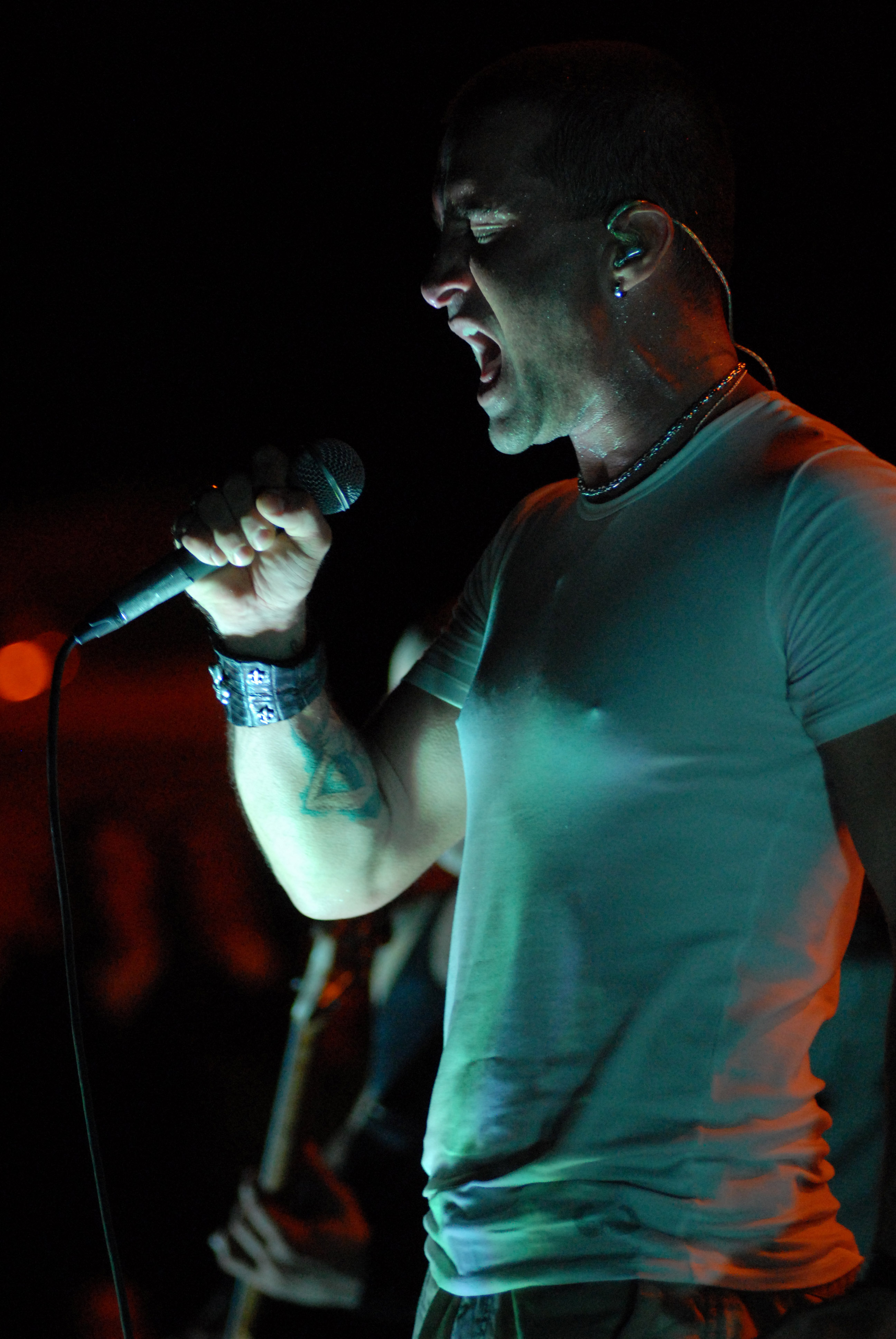
Scott Stapp podczas koncertu Creed (2008)

Albumy solowe
| The Great Divide              | - Data: 22 listopada 2005 - Wydawca: Wind-Up Records | 37 | – | – | – | – |
| Proof of Life                 | - Data: 5 listopada 2013 - Wydawca: Wind-Up Records  | 19 | 6 | 7 | 4 | 3 |
| The Space Between The Shadows | - Data: 19 lipca 2019 - Wydawca: Napalm Records      |    |   |   |   |   |
| Higher Power                  | - Data: 15 marca 2024 - Wydawca: Napalm Records      |    |   |   |   |   |
| „–” album nie był notowany.   |                                                      |    |   |   |   |   |

Single
| „Relearn Love”               | 2004 | –  | –  | –  | The Passion of the Christ: Songs (kompilacja) |
| „The Great Divide”           | 2005 | 24 | –  | 20 | The Great Divide                              |
| „Justify”                    | 2006 | –  | –  | –  | The Great Divide                              |
| „Surround Me”                | 2006 | –  | –  | –  | The Great Divide                              |
| „Slow Suicide”               | 2013 | –  | 48 | 38 | Proof of Life                                 |
| „Crash”                      | 2014 | –  | –  | –  | Proof of Life                                 |
| „–” singel nie był notowany. |      |    |    |    |                                               |

## Teledyski
| Tytuł              | Rok  | Reżyseria   | Album            |
| ------------------ | ---- | ----------- | ---------------- |
| „The Great Divide” | 2005 | Paul Fedor  | The Great Divide |
| „You Will Soar”    | 2005 | –           | The Great Divide |
| „Slow Suicide”     | 2013 | Andrew Gant | Proof of Life    |